# Tournoi des Champions 2017
Tournoi des Champions 2017 byl přípravný turnaj před mistrovstvím světa v malém fotbale 2017, který se konal v tuniském městě Tunis v období od 10. do 12. března 2017. Účastnilo se ho 6 týmů, které byly rozděleny do 2 skupin po 3 týmech. Ze skupiny postoupily do vyřazovací fáze první a druhý celek. Zbylé 2 týmy hrály o 5. místo. Vyřazovací fáze zahrnovala 4 zápasy. Turnaj vyhrálo Rumunsko.

## Stadion
Turnaj se hrál na jednom stadionu v jednom hostitelském městě: Club Olympysky (Tunis).
| Tunis          |
| -------------- |
| Club Olympysky |
| Kapacita: 500  |
| Tunis          |

## Zápasy
Čas každého zápasu je uveden v lokálním čase.

### Skupinová fáze
| Vysvětlivky                                          |
| ---------------------------------------------------- |
| Týmy na prvních dvou místech postupují do semifinále |
| Vítěz zápasu je tučně zvýrazněn                      |

#### Skupina A
| Tým               | Z | V | R | P | VG | IG | +/− | B |
| ----------------- | - | - | - | - | -- | -- | --- | - |
| Tunisko           | 2 | 1 | 1 | 0 | 4  | 3  | +1  | 4 |
| Portugalsko       | 2 | 1 | 0 | 1 | 4  | 3  | +1  | 3 |
| Pobřeží slonoviny | 2 | 0 | 1 | 1 | 1  | 3  | −2  | 1 |

| 10. března 2017 16:00                                            |       |                                    |                       |
| Tunisko                                                          | 3 : 2 | Portugalsko                        | Club Olympysky, Tunis |
| Ben Taleb Mohamed Ali 28' Firas Boumaiza 30' Mohamed Azzouni 44' |       | João Troncoso 40' João Antunes 50' | Club Olympysky, Tunis |

| 11. března 2017 10:00 |       |                                    |                       |
| Pobřeží slonoviny     | 0 : 2 | Portugalsko                        | Club Olympysky, Tunis |
|                       |       | Fábio Teixeira ?' Miguel Vinhas ?' | Club Olympysky, Tunis |

| 11. března 2017 16:00 |       |                           |                       |
| Pobřeží slonoviny     | 1 : 1 | Tunisko                   | Club Olympysky, Tunis |
| Moussa Dembele 13'    |       | Ben Taleb Mohamed Ali 26' | Club Olympysky, Tunis |

#### Skupina B
| Tým      | Z | V | R | P | VG | IG | +/− | B |
| -------- | - | - | - | - | -- | -- | --- | - |
| Rumunsko | 2 | 1 | 1 | 0 | 6  | 0  | +6  | 4 |
| Maďarsko | 2 | 1 | 1 | 0 | 4  | 2  | +2  | 4 |
| Irák     | 2 | 0 | 0 | 2 | 2  | 10 | −8  | 0 |

| 10. března 2017 17:30 |       | |                       |
| Irák                  | 0 : 6 | Rumunsko | Club Olympysky, Tunis |
|                       |       | Adrian Calugareanu 1' Gabriel Bobe 7' Popa Ioan Mircea 12' Robert Dragan Paulevici 42', 46' Andrei Apostol 49' | Club Olympysky, Tunis |

| 11. března 2017 11:30 |       |          |                       |
| Maďarsko              | 0 : 0 | Rumunsko | Club Olympysky, Tunis |
|                       |       |          | Club Olympysky, Tunis |

| 11. března 2017 17:30                                                   |       |      |                       |
| Maďarsko                                                                | 4 : 2 | Irák | Club Olympysky, Tunis |
| Richard Cseszneki 5' Bence Bognár 18' Attila Nagy 27' Robert Fekete 42' |       | ?'   | Club Olympysky, Tunis |

## Vyřazovací fáze
|  | Semifinále | Semifinále  | Semifinále |  |  | Finále      | Finále           | Finále      |
|  |            |             |            |  |  |             |                  |             |
|  |            | Maďarsko    | 2          |  |  |             |                  |             |
|  |            | Tunisko     | 0          |  |  |             |                  |             |
|  |            |             |            |  |  |             | Maďarsko         | 1           |
|  |            |             |            |  |  |             | Rumunsko (prod.) | 3           |
|  |            | Portugalsko | 1          |  |  |             |                  |             |
|  |            | Rumunsko    | 2          |  |  | Třetí místo | Třetí místo      | Třetí místo |
|  |            |             |            |  |  |             | Portugalsko      | 0           |
|  |            |             |            |  |  |             | Tunisko          | 4           |

#### Semifinále
| 12. března 2017 10:00             |       |         |                       |
| Maďarsko                          | 2 : 0 | Tunisko | Club Olympysky, Tunis |
| Robert Fekete 33' Attila Nagy 40' |       |         | Club Olympysky, Tunis |

| 12. března 2017 11:30 |       |          |                       |
| Portugalsko           | 1 : 2 | Rumunsko | Club Olympysky, Tunis |
| Miguel Vinhas ?'      |       |          | Club Olympysky, Tunis |

#### O 5. místo
| 12. března 2017 14:30 |       |      |                       |
| Pobřeží slonoviny     | 2 : 1 | Irák | Club Olympysky, Tunis |
|                       |       |      | Club Olympysky, Tunis |

#### O 3. místo
| 12. března 2017 16:00 |       |                                               |                       |
| Portugalsko           | 0 : 4 | Tunisko                                       | Club Olympysky, Tunis |
|                       |       | Firas Boumaiza 23' Ouday Belhaj 27', 30', 35' | Club Olympysky, Tunis |

#### Finále
| 12. března 2017 18:30 |               |                                             |                       |
| Maďarsko              | 1 : 3 (prod.) | Rumunsko                                    | Club Olympysky, Tunis |
| Imre Lak 21'          |               | Radu Burciu 6' Gabriel Bobe 53' (pen.), 62' | Club Olympysky, Tunis |